# Озерай
Озера́й (фр. Ozerailles) — коммуна во французском департаменте Мёрт и Мозель, региона Лотарингия. Относится к  кантону Конфлан-ан-Жарнизи.	

## География
Озерай расположен в 28 км к западу от Меца и в 65 км к северо-западу от Нанси. Соседние коммуны: Флевиль-Ликсьер на севере, Любе на северо-востоке, Ле-Барош на востоке, Аббевиль-ле-Конфлан на юге, Тюмеревиль и Муавиль на юго-западе, Гондрекур-Экс на западе.

## Демография
Население коммуны на 2010 год составляло 157 человек.
| 1962 | 1968 | 1975 | 1982 | 1990 | 1999 | 2010 |
| ---- | ---- | ---- | ---- | ---- | ---- | ---- |
| 135  | 148  | 124  | 109  | 128  | 134  | 157  |